# Кёлер, Ульрих (историк)
У́льрих Леопо́льд Кёлер (нем. Ulrich Leopold Köhler; 6 ноября 1838, Клайннойхаузен — 21 октября 1903, Берлин) — немецкий историк, филолог-классик и археолог.

## Биография
Был начальником Археологического института в Афинах; профессор древней истории в Берлине. Опубликовал: «Urkunden und Untersuchungen zur Geschichte des delisch-attischen Bundes» (Берлин, 1870) и второй том «Corpus inscriptionum Atticarum» (Берлин, 1877—1888).